# Capitale de la Suisse
La question de la capitale de la Suisse (en allemand Hauptstadtfrage der Schweiz) se pose depuis la Confédération des XIII cantons.
La première constitution fédérale, marquant l’avènement de  l'État fédéral en 1848, indique que le choix du « siège des autorités fédérales » doit faire l'objet d'une loi. 
Trois villes sont candidates pour devenir ville fédérale, Zurich, Berne et Lucerne. Le choix de l'Assemblée fédérale (le parlement fédéral) se porte sur Berne, mais sans la doter du titre de capitale ; pouvoirs législatif et exécutif s'établissent ainsi dans le Mittelland. Le Tribunal fédéral, pouvoir judiciaire suprême de la Confédération, établit son siège à Lausanne et (plus tard) également Lucerne. 
Dans un souci d'équité entre les régions, plusieurs villes accueillent d'autres autorités fédérales. Ainsi, le Tribunal administratif fédéral siège à Saint-Gall et le Tribunal pénal fédéral à Bellinzone. Zurich accueille le Musée national, la première école polytechnique fédérale et la première succursale de la Banque nationale.

## Histoire

### Diète itinérante jusqu'en 1798
Avant que l'État fédéral ne soit fondé en 1848, la Suisse est une confédération de cantons souverains, ceux-ci étant représentés par des députés à la Diète fédérale. En raison de ce caractère fédératif, où les cantons sont égaux entre eux, la Confédération des XIII cantons est dépourvue de capitale.
Plusieurs centres urbains se démarquent toutefois pour prétendre à la fonction de capitale. Lucerne est située géographiquement au centre de la Suisse d'alors et accueille les réunions de la Diète fédérale jusqu'au XVe siècle ; elle est également le siège du nonce apostolique. Zurich, première ville ayant acquis l'immédiateté du Saint-Empire romain germanique en 1218, lui fait concurrence dès le XVIe siècle et finit par être gardienne des traités originaux ayant établi la Confédération.

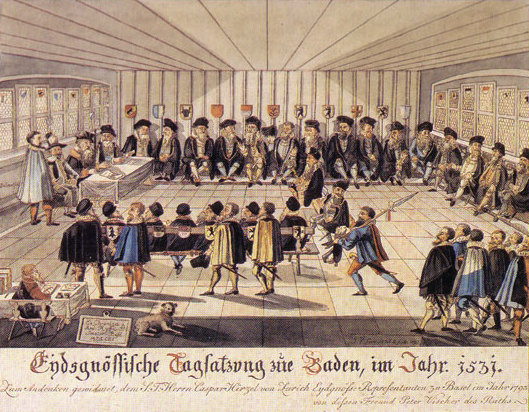
La Diète fédérale se réunissant à Baden en 1531.

Disposant de bains thermaux, la ville de Baden, dans le canton d'Argovie (nord de la Suisse), accueille pour la première fois la Diète fédérale en 1416. Entre 1528 et 1712, la Diète fédérale siège presque exclusivement dans la station thermale argovienne. Après 1712, la Diète transfère son lieu de réunion à Frauenfeld (dans le canton de Thurgovie, à l'est du pays). À la même période, l'ambassadeur de France près la Confédération des XIII cantons prend ses quartiers à Soleure (au nord de Berne). Pour l'historien Peter Stadler, cette disparité des lieux de pouvoir est une manifestation de « polycentrisme » définissant l'ancienne Confédération.

### République helvétique (1798-1803)
En janvier 1798, la France envahit la Suisse et la République helvétique (calquée sur le modèle français, centralisée) est instituée. Elle connaît trois capitales successives : Aarau, Lucerne et enfin Berne.

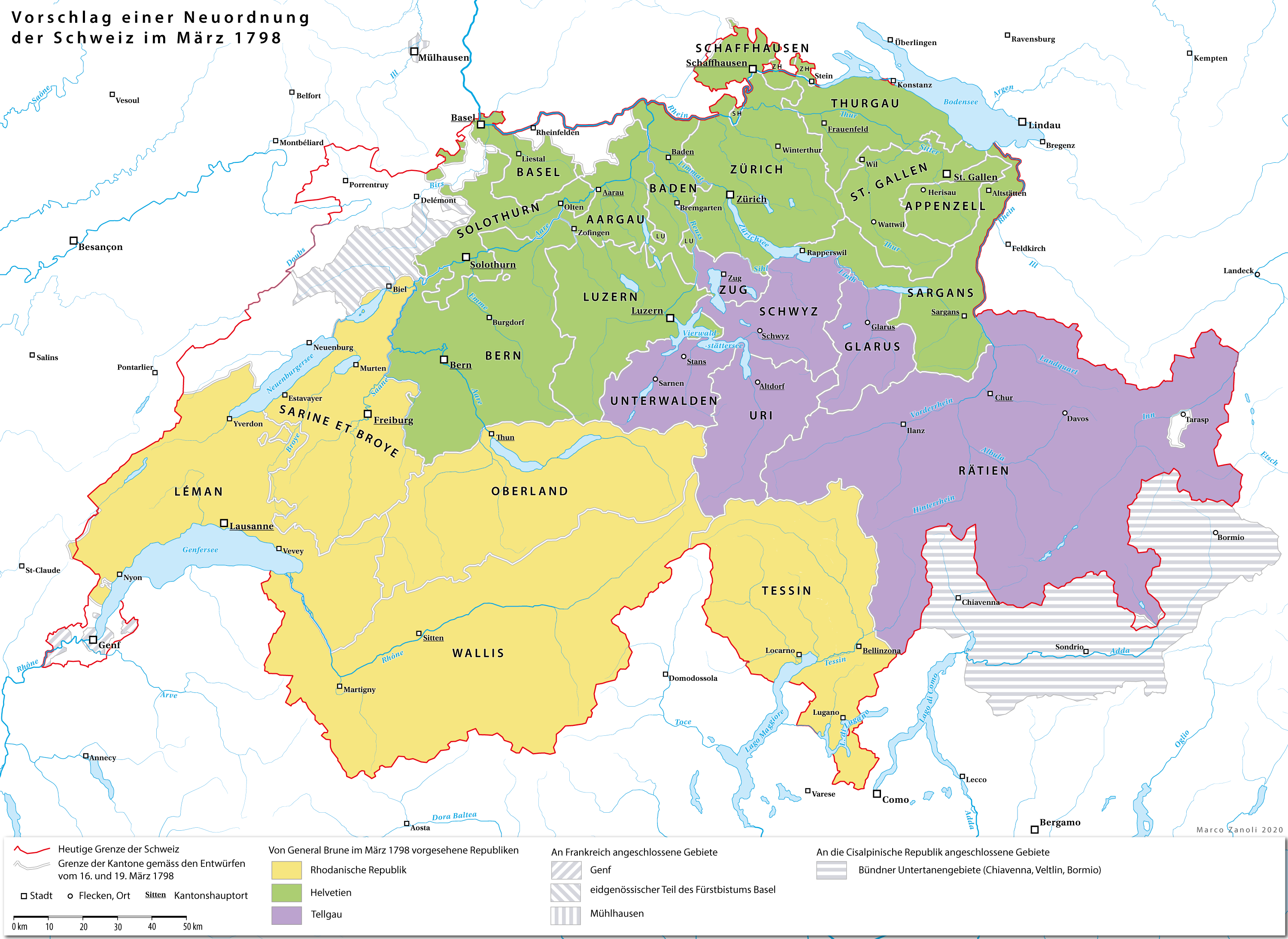
Division de la Suisse proposée par le général Brune en mars 1798, composée de l'Helvétie, de la Rhodanie et de la Tellgovie.

Le général Brune propose un plan de découpage de la Suisse en mars 1798. L'ancienne Confédération des XIII cantons doit être découpée en trois territoires : l'Helvétie (qui reprend les cantons du nord de la Suisse, du Mittelland jusqu'à Sargans en passant par Bâle, Lucerne et Schaffhouse), la Rhodanie (le Léman, Sarine et Broye, le Valais, l'Oberland et le Tessin) et la Tellgovie (Uri, Unterwald, Zoug, Schwytz, Glaris et Rhétie). Selon ce plan, le chef-lieu de l'Helvétie doit être Aarau, celui de la Rhodanie Lausanne et celui de Tellgovie Schwytz ou Altdorf. Selon Peter Stadler, les motifs pour ces choix de chefs-lieux sont difficilement retraçable ; il indique toutefois que Peter Ochs s'engage pour le choix d'Aarau contre Lucerne. Cela importe peu, car le plan de Brune fait un « tollé général » selon le DHS et le Directoire contraint Brune de retirer son projet le 22 mars de la même année.

### Restauration et Régénération (1815-1847)
Après la conclusion du Pacte fédéral, la Diète est réinstituée et siège au Vorort, c'est-à-dire le chef-lieu du canton directeur (le canton présidant la Diète), qui alterne tous les deux ans entre Zurich, Berne et Lucerne,.

## Choix de la ville fédérale en 1848
Lorsque la Suisse devient un État fédéral en 1848, elle se dote d'une nouvelle constitution. Les rédacteurs de cette dernière renoncent toutefois à y consacrer une capitale et se contentent d'indiquer à l'article 108 : « Tout ce qui concerne le siège des autorités de la Confédération est l’objet de la législation fédérale ». Cette non-inscription dans la Constitution est due à plusieurs facteurs. Pour André Holenstein (de), professeur d'histoire à l'Université de Berne, il s'agit d'une forme d'égard envers cantons catholiques conservateurs (ayant perdu la guerre du Sonderbund), mais également une reconnaissance de la rivalité entre les différents cantons. Le fait de laisser au législateur le pouvoir de nommer la ville fédérale permet également à ce dernier de changer le lieu avec plus de flexibilité. 
Pour Holenstein, le terme de Bundesstadt (ville fédérale) ne désigne ni plus ni moins que le siège des autorités fédérales. Pour Alfred Kölz (de), professeur de droit à l'Université de Zurich, la formulation « siège des autorités fédérales » (en allemand « Sitz der Bundesbehörde ») n'est pas le fruit du hasard : en évitant le terme de « capitale », les rédacteurs de la Constitution fédérale de 1848 ne veulent pas signaler la fondation d'un centre politique ou culturel pour la Suisse (comme peuvent l'être Paris, Londres ou Vienne).

### Villes candidates
| Berne Lucerne Zurich |

Les trois villes candidates sont les chefs-lieux des trois anciens cantons directeurs du pacte de 1815, autrement Zurich, Berne et Lucerne.
Lucerne a l'avantage d'être au centre géographique du pays, mais sa candidature a aussi un aspect politique : avoir la capitale fédérale en Suisse centrale permettrait de mieux faire accepter l'État fédéral auprès de la population conservatrice et catholique. Toutefois, cette même Suisse centrale n'a pas majoritairement accepté la Constitution fédérale de 1848, ce qui joue en défaveur de la ville au bord du lac des Quatre-Cantons. De plus, le canton de Lucerne est considéré comme un des cantons dirigeants du Sonderbund, ce qui élimine toute chance raisonnable d'être élue<.
Zurich met en avant son infrastructure (son chemin de fer notamment, mais également ses bâtiments déjà construits) et son ouverture sur le monde. Elle ne reçoit toutefois par le soutien attendu de la part de la Suisse orientale. Son rôle de capitale économique de la Suisse joue également en sa défaveur, car une concentration trop importante du pouvoir irait à l'encontre du fédéralisme.
Berne a l'avantage d'être plus proche de la Suisse romande, mais se dit également prête à mettre des bâtiments gratuitement à disposition.
La compétition entre Berne et Zurich, déjà présente dans l'ancienne Confédération, se transforme en combat pour l'hégémonie au sein du nouvel État fédéral.

### Choix par l'Assemblée fédérale
Avant que le choix soit fait, la commission responsable juge inadmissible la proposition que les deux chambres du Parlement (Conseil national et Conseil des États) siègent dans deux villes différentes. Afin que les conseils puissent s'exprimer en même temps, l'Assemblée fédérale est convoquée en Chambres réunies, comme lors des élections au Conseil fédéral.
Berne obtient les voix des cantons romands (Genève, Vaud, Valais, Neuchâtel), de Fribourg, de même que de Soleure et des deux Bâle (ville et campagne).

### Réception
La victoire de Berne est parfois vue dans la littérature comme une victoire des langues romanes sur le germanisme, à une époque où la germanisation de la vie politique est crainte par le monde politique. Berne est considérée comme un pont entre la Suisse alémanique et la Suisse romande, notamment en raison de la mixité linguistique de sa population. Le choix de Berne est ainsi considéré comme un pas en faveur de l'unité nationale (encore fragile juste après la guerre du Sonderbund).

## Sort des autres grandes villes suisses
Les autres grandes villes suisses ne sont pas dépourvues d'institution fédérales. Schneider affirme qu'on leur fait miroiter une compensation lors de la campagne pour le vote de la ville fédérale en 1848. Zurich accueille ainsi en 1855 une école polytechnique fédérale, le Musée national suisse en 1891 et le siège du directoire de la Banque nationale en 1905 ; Lausanne pour sa part est le siège du Tribunal fédéral à partir de 1874 et d'une EPF à partir de 1969. En 1917, le législateur fédéral octroie à Lucerne, fer de lance des cantons conservateurs, le siège de l'ancien Tribunal fédéral des assurances (depuis 2007 les deux cours de droit social). Plus à l'est, Saint-Gall est, depuis 2012, le siège du Tribunal administratif fédéral (créé en 2007). La Suisse italienne reçoit le siège du Tribunal pénal fédéral, à Bellinzone depuis 2004.